# Biologické riziko

Biologické riziko - symbol

Biologické riziko (též biohazard) je ohrožení látkami biologického původu, které představují hrozbu pro zdraví zvířat a člověka. K příkladům předmětů a látek, které s sebou mohou nést biologické riziko, patří odpad lékařského původu či mikrobiální vzorky (např. viry či biologické jedy).

## Charakteristika
Termín a s ním spojený symbol biologického rizika se používá především jako varování, aby se osoby nedostaly do styku s těmito látkami a patřičně s nimi nakládaly. Symbol vyvinul v roce 1966 Charles Baldwin, inženýr v oboru životního prostředí pracující pro podnik Dow Chemical Company.